# BVSMP
BVSMP, auch B. V. S. M. P., war ein amerikanisches R&B- und Pop-Trio, das aus Sänger Calvin Williams (* 7. September 1966) sowie Frederick Eugene Byrd (* 15. September 1971) und Percy Nathan Rodgers (* 9. Februar 1970) bestand, die ihre Lieder selbst schrieben. Der Bandname ist eine Abkürzung, deren Bedeutung von verschiedenen Quellen unterschiedlich angegeben wird. Die Varianten sind: „Baby Virgo – Shocking Mister P“ und „Baby Virgo and the Simple Mind Persuaders“.

## Biografie
BVSMP wurde 1987 durch den Sänger und Produzenten Stevie B in Florida entdeckt. In ihrer US-amerikanischen Heimat stellte sich zunächst kein Erfolg ein. Erst als ein US-DJ Material des Trios nach Europa brachte, entwickelte sich in den dortigen Diskotheken eine Nachfrage, worauf die Single I Need You im Januar 1988 zunächst in die deutschen Charts (Platz 3), einige Monate später auch in die Hitlisten von Österreich, der Schweiz (beide Platz 25) und England (Platz 3) einstieg.
Mit dem dazugehörigen Album The Best Belong Together (DE Platz 46) und den folgenden Auskopplungen Be Gentle (DE Platz 12) und Anytime (DE Platz 21, CH Platz 22) hatte BVSMP kurzfristigen kommerziellen Erfolg in Europa. Die vierte Auskopplung On and On (Can We Go On) floppte, worauf das Trio zunächst pausierte. Mit den Alben Stronger Than Ever (1992) und Shake That Thang (1993) sowie weiteren Singles konnten die Musiker nicht an alte Erfolge anknüpfen, was 1993 zur Trennung führte.

## Diskografie

### Alben
- 1988: The Best Belong Together
- 1992: Stronger Than Ever
- 1993: Shake That Thang

### Kompilationen
- 1998: The Best of BVSMP
- 2005: I Need You: The Very Best Of

### Singles
- 1987: I Need You
- 1988: Be Gentle
- 1988: Anytime
- 1989: On and On (Can We Go On)
- 1990: Hold Me
- 1993: I Need You ’93
- 1993: I’m in Love
- 1993: Dodo Monster
- 1998: 98’er Megamix
- 2003: I Need You (Reloaded)